# Penepodium haematogastrum
Penepodium haematogastrum là một loài côn trùng cánh màng trong họ Sphecidae, thuộc chi Penepodium. Loài này được Spinola miêu tả khoa học đầu tiên năm 1851.